# Clare Torry

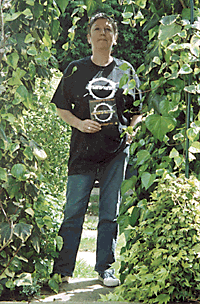
Clare Torry in 2003

Clare H. Torry (Marylebone, 29 november 1947) is een Britse zangeres, het bekendst van haar woordloze zang in het nummer The Great Gig in the Sky van de groep Pink Floyd in 1973.

## Carrière
Eind jaren ’60 begon Torry een carrière als performer, voornamelijk gebaseerd op covers van populaire liedjes.
Het was Alan Parsons die haar vroeg om deel te nemen in Pink Floyds opname van het album The Dark Side of the Moon. Hierop zong zij het door Richard Wright geschreven instrumentale nummer “The Great Gig in the Sky” in. Op 4 november 1973 zong zij dit nummer ook in het Rainbow Theatre in Londen.
Sinds die tijd deed zij ook zangsessies voor Britse tv-commercials.
Live trad zij op in achtergrondkoren met Kevin Ayers, Olivia Newton-John, Shriekback, The Alan Parsons Project, Procol Harum’ voorman Gary Brooker, Matthew Fisher, Cerrone, Meat Loaf (het duet "Nowhere Fast", en de hit-single "Modern Girl") en Johnny Mercer.
Met Roger Waters’ Pink Floyd trad ze slechts enkele keren op in de jaren ’80. Ze droeg in 1986 bij aan de soundtrack “When the Wind Blows” en in 1987 het album "Radio K.A.O.S.".
Onder leiding van David Gilmour zong ze in 1990 nog mee in een concert in Knebworth.
In Groot-Brittannië is Torry ook wel bekend van haar Dolly Parton’s cover "Love Is Like a Butterfly", dat gebruikt werd als themamuziek in de BBC tv-serie “Butterflies” begin jaren ’80. Het nummer werd als single uitgebracht in 1981.
Het lied "Love for Living", dat werd geproduceerd door Ronnie Scott en Robin Gibb werd in 1969 uitgebracht.
Torry zong in het nummer "The War Song" van de Culture Club's album "Waking Up with the House on Fire" in 1984, alsook "Yellowstone Park" op het album "Le Parc" van de Berlijnse groep Tangerine Dream het daarop volgende jaar.
Haar stem zou ook te horen zijn in het nummer "Love to Love You Baby" (oorspronkelijk van Donna Summer) tijdens de openingsscène van de BBC serie "Play for Today", een productie van Abigail's Party in 1977.
Op het in 1987 uitgebrachte album "En Dejlig Torsdag" (A Lovely Thursday) van de Deense poprockband Tv·2 staat Torry eveneens. Daar zingt zij op een manier die vergelijkbaar is met "The Great Gig in the Sky" aan het einde van de nummers "Stjernen I Mit Liv" ("The Star in my Life") en "I Baronessens Seng" ("In the Bed of the Baroness").
Clare Torry bracht in februari 2006 de CD "Heaven in the Sky" uit. Een verzameling van haar vroege popmuziek uit de jaren 1960 en 1970. 

Op 20 oktober 2010, werd Torry geëerd met een BASCA gold-Badge Award als erkenning voor haar unieke bijdrage aan de muziek.

## Rechtszaak
In 2004 vervolgde ze Pink Floyd en EMI Music voor de songwriting royalty's op basis van haar bijdrage aan "The Great Gig in the Sky" die zij in co-auteurschap met toetsenist Richard Wright vormde. Oorspronkelijk kreeg ze de standaard vergoeding van £30 voor een zondag studiowerk betaald. In 2005, werd een buitengerechtelijke schikking met Torry overeengekomen. De voorwaarden van de regeling werden niet bekendgemaakt.
Alle releases na 2005 werden wel van een extra vermelding voorzien dat het voor de "Great Gig in the Sky"-segment de vocale compositie van Clare Torry draagt."

## Privé
Torry’s moeder was Dorothy W. Singer (1916-2017) die secretaris was bij de “Director-General of the British Broadcasting Corporation”. Haar vader was Geoffrey Napier Torry (1916-1979) die gecombineerde functies had als luitenant-commandant bij de Fleet Air Arm en RAF.